# Эберау
Эберау (нем. Eberau) — посёлок (нем. Gemeinde) в Австрии, в федеральной земле Бургенланд. 
Входит в состав округа Гюссинг.  Население составляет 967 человек (на 31 декабря 2005 года). Занимает площадь 30,7 км². Официальный код  —  10403.

## Политическая ситуация
Бургомистр коммуны — Вальтер Штробль (АНП) по результатам выборов 2007 года.
Совет представителей коммуны (нем. Gemeinderat) состоит из 15 мест.
- АНП занимает 11 мест.
- СДПА занимает 4 места.